# ザ・デイズ・オヴ・グレイズ
『ザ・デイズ・オヴ・グレイズ』（The Days of Grays）は、フィンランドのパワーメタルバンド、ソナタ・アークティカが2009年に発表した6作目のスタジオ・アルバム。

## 解説
2007年に加入したエリアス・ヴィルヤネンが初参加したアルバム。日本では、ライヴ音源6曲を収録したボーナスCD付きの初回限定盤も発売された。

## 収録曲
1. エヴリシング・フェイズ・トゥ・グレイ　（インストゥルメンタル） - Everything Fades to Gray (Instrumental)
2. デスオーラ - Deathaura
3. ザ・ラスト・アメイジング・グレイズ - The Last Amazing Grays
4. フラッグ・イン・ザ・グラウンド - Flag in the Ground
5. ブリージング - Breathing
6. ゼロズ - Zeroes
7. ザ・デッド・スキン - The Dead Skin
8. ジュリエット - Juliet
9. ノー・ドリーム・キャン・ヒール・ア・ブロークン・ハート - No Dream Can Heal a Broken Heart
10. アズ・イフ・ザ・ワールド・ワズント・エンディング - As If the World Wasn't Ending
11. ザ・トゥルース・イズ・アウト・ゼアー - The Truth Is out There
12. エヴリシング・フェイズ・トゥ・グレイ （フル・ヴァージョン） - Everything Fades to Gray (Full Version)
13. ナッシング・モア - Nothing More ※
14. イン・マイ・アイズ・ユーアー・ア・ジャイアント - In My Eyes You're a Giant ※

※日本盤ボーナストラック

### 日本初回限定盤ボーナスCD
1. ペイド・イン・フル - Paid in Full
2. ブラック・シープ - Black Sheep
3. ドロー・ミー - Draw Me
4. イット・ウォント・フェイド - It Won't Fade
5. レプリカ - Replica
6. ドント・セイ・ア・ワード - Don't Say a Word

## 参加ミュージシャン
- トニー・カッコ - vocals
- エリアス・ヴィルヤネン - guitar
- ヘンリク・クリンゲンベリ - keyboards
- マルコ・パーシコスキ - bass
- トミー・ポルティモ - drums